# Willie Aames
Willie Aames (Newport Beach, 15 juli 1960), is een Amerikaanse regisseur, producer, schrijver en acteur in de film- en televisiewereld.

## Nominaties
| Prijs                        | Categorie                                     | Film/Serie      | Resultaat   |
| ---------------------------- | --------------------------------------------- | --------------- | ----------- |
| New Media Film Festival 2021 | Festival Award                                | Bottle Monster  | Genomineerd |
| TV Land Awards 2004          | Beste mannelijke rol                          | Eight is Enough | Genomineerd |
| Golden Raspberry Awards 1983 | Slechtste acteur                              | Zapped!         | Genomineerd |
| Golden Raspberry Awards 1983 | Slechtste acteur                              | Paradise        | Genomineerd |
| Young Artist Awardsl 1980    | Best Juvenile Actor in a TV Series or Special | Eight Is Enough | Genomineerd |